# バーナード・ブロック
バーナード・ブロック（Bernard Bloch、1907年6月18日 - 1965年11月26日）は、アメリカ合衆国の言語学者。代表的なアメリカ構造主義言語学者のひとりであり、日本語の研究でも知られる。

## 生涯
出生から修学期
1907年、ニューヨーク市で生まれた。祖父はボヘミアからの移民で、父は画家として有名なアルベルト・ブロッホ。
1929年にカンザス大学の修士の学位を取得した後、ノースウェスタン大学でケルト語学と言語学を学び、アメリカ合衆国およびカナダの言語地図の作成のためのフィールドワークに参加した。1933年にブラウン大学に移り、1935年に博士号を取得。
言語学者として
その後は同大学で言語学を教えた。ブラウン大学時代の代表作には、『言語分析の概要』（トレーガーと共著,1942年）がある。太平洋戦争が始まると、専門を日本語教育に変更。1943年にイェール大学に移った。1943年から1946年までアメリカ陸軍の教育機関(Armed Forces Institute)のための日本語教育を担当した。ブロックは教え子のエレノア・ジョーデンと共著で教科書『Spoken Japanese』(2冊,1945-1946)を出版した。
第二次世界大戦後
戦後、日本語の口語文法の研究を発表した。1939年以降はアメリカ言語学会の機関誌である『Language』の編集長として働き、1953年には同学会の会長をつとめた。

## 研究内容・業績
レナード・ブルームフィールドがアメリカ英語を8母音+j/w と解釈したのに対し、トレーガーとブロックは6母音+j/w/h と解釈した（たとえば [ɔː] は /oh/ とする）。服部四郎はこの分析に対する批判を書いている。
没後に日本語に関する論文をロイ・アンドリュー・ミラーがまとめ、『ブロック日本語論考』(1975)として刊行されている。

## 著作
著書
- Bloch, Bernard; Trager, George L (1942). Outline of linguistic analysis. Linguistic Society of America
  - 邦訳：玉崎孫治 訳『言語分析の概要』南雲堂〈英文法研究法シリーズ 3〉、1975年。
- Bloch, Bernard; Jorden, Eleanor Harz (1945-1946). Spoken Japanese. Henry Holt & Co
- “Studies in Colloquial Japanese I Inflection”. Journal of the American Oriental Society 66:  97-109. (1946).
- “Studies in Colloquial Japanese II Syntax”. Language 22:  200-248. (1946).
- “Studies in Colloquial Japanese III Derivation of inflected words”. Journal of the American Oriental Society 66:  304-315. (1946).
- “Studies in Colloquial Japanese IV Phonemics”. Language 26:  86-125. (1950).

- Miller, Roy Andrew, ed (1970). Bernard Bloch on Japanese. Yale University Press

著作集
邦訳：林栄一等 訳『ブロック日本語論考』研究社出版、1975年。